# Żalewo
Żalewo – osada w Polsce położona w województwie wielkopolskim, w powiecie szamotulskim, w gminie Szamotuły. Wieś wchodzi w skład sołectwa Witoldzin.
W latach 1975–1998 miejscowość administracyjnie należała do województwa poznańskiego.